# Kamieniołom Siwa Góra

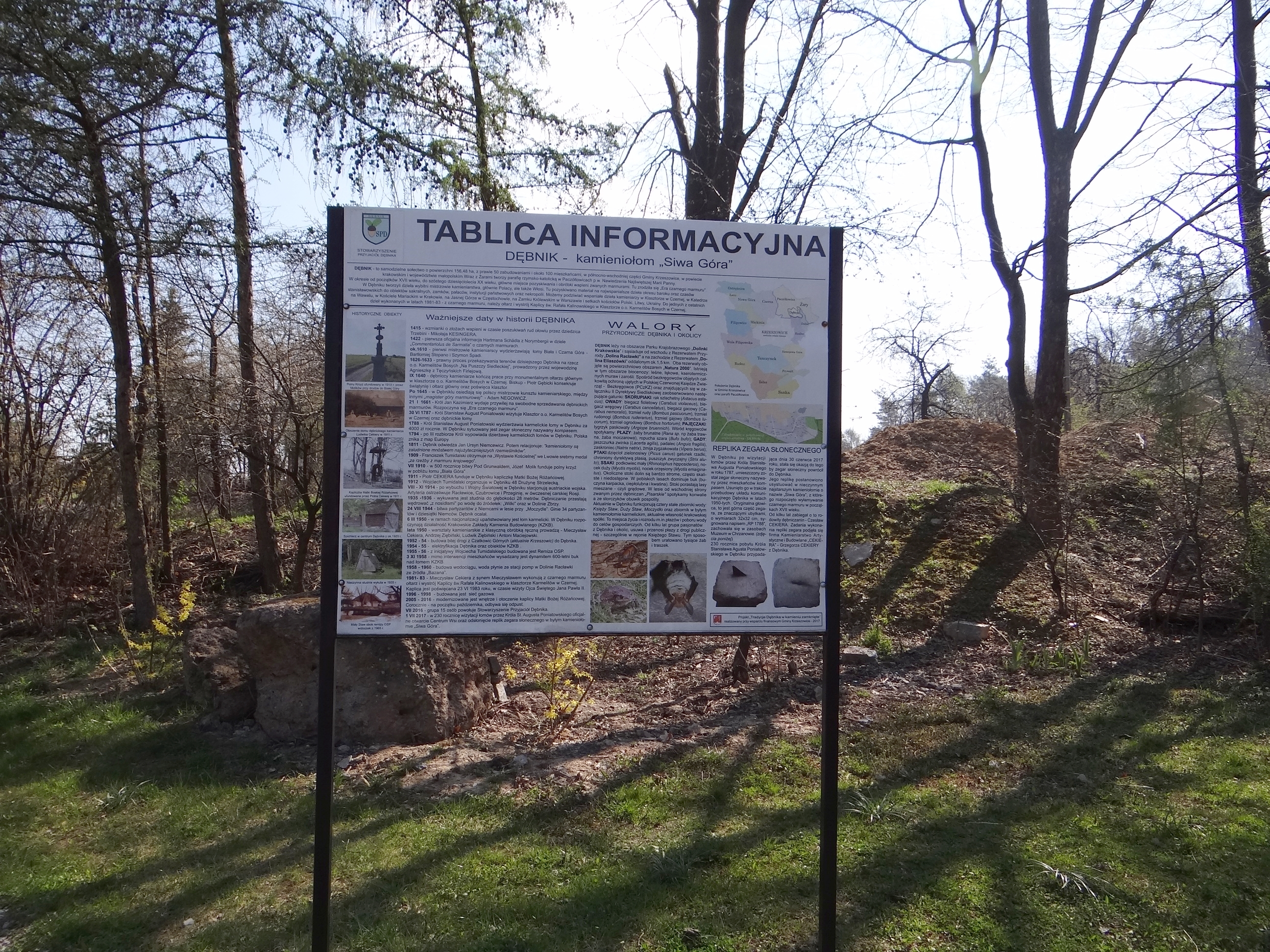

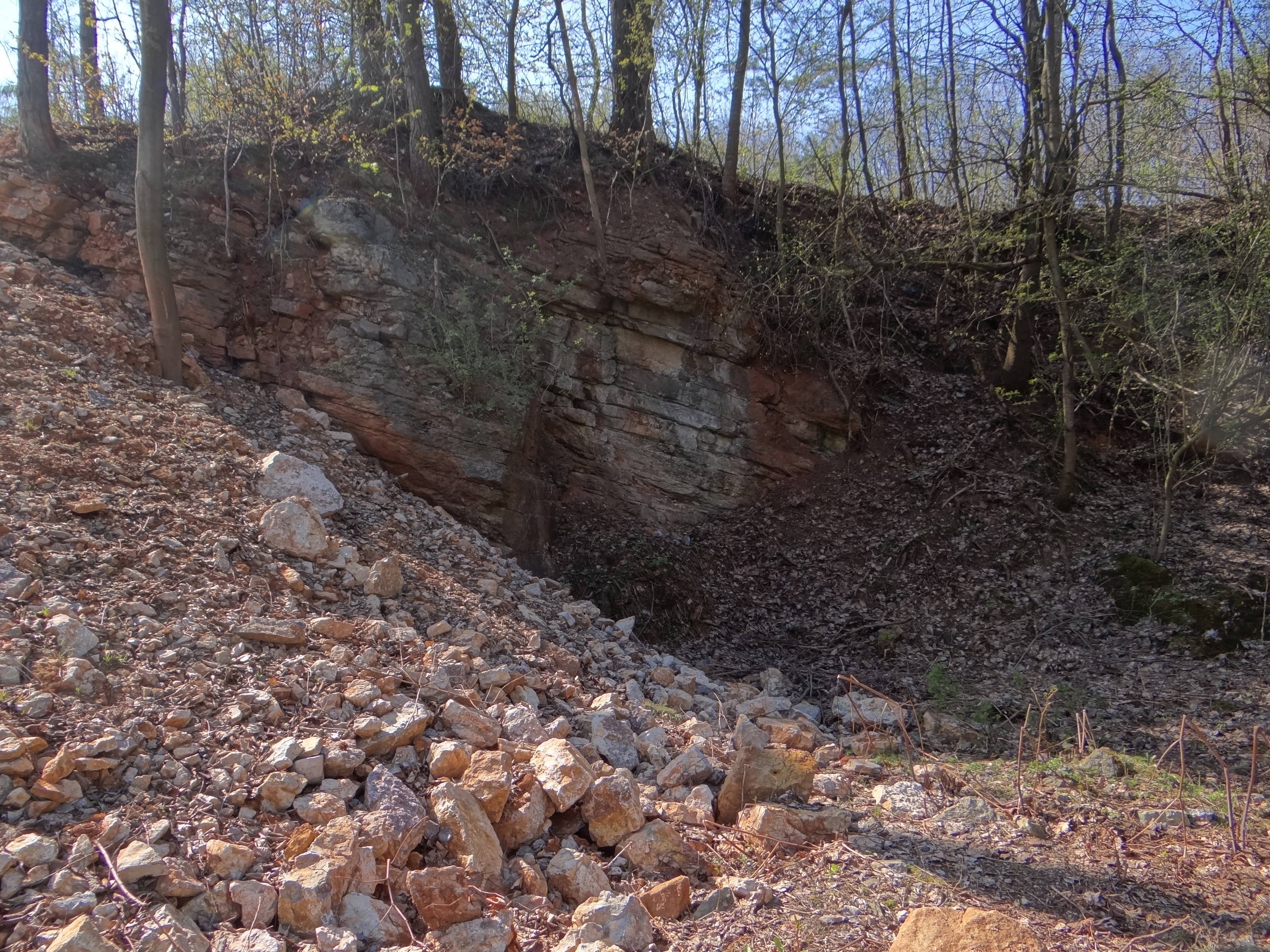

Kamieniołom „Siwa Góra” – nieczynny kamieniołom we wsi Dębnik, w województwie małopolskim, w powiecie krakowskim, w gminie Krzeszowice. Znajduje się na Wyżynie Olkuskiej, będącej częścią Wyżyny Krakowsko-Częstochowskiej.
Jest to dawny kamieniołom, tzw. łom, w którym ręcznie wydobywano dolomity. Znajduje się w centrum wsi, obok przystanku autobusowego. Obok kamieniołomu zamontowano tablicę informacyjną z historią wsi i historią kamieniołomów. Po raz pierwszy w piśmiennictwie wzmianki o wapieniach w tych okolicach pojawiają się już w 1415 roku, przy okazji poszukiwania rud ołowiu przez dziedzica Trzebini, Mikołaja Kesingera. W 1610 r. kamieniarze Bartłomiej Stopano i Szymon Spadi wydzierżawiają łomy Czarna Góra i Biała Góra. W łomach dębnickich wydobywany jest wapień dębnicki zwany czarnym marmurem. Mistrzowie rzeźbiarscy tworzą z niego ołtarze w klasztorze karmelitów bosych w Czermnej, w katedrze wawelskiej, kościele Mariackim w Krakowie, na Jasnej Górze w Częstochowie i Zamku Królewskim w Warszawie. W 1661 r. król Jan Kazimierz wydaje przywilej swobodnego sprzedawania czarnych marmurów dębnickich i zaczyna się ich złoty okres. Na stokach Czerwonej Góry i Łysej Góry powstaje kilka łomów. W 1788 r. wydzierżawia je król Stanisław August Poniatowski za 4000 zł rocznie. Po utracie niepodległości stają się one własnością zaborcy austriackiego. W 1811 r. odwiedzający Dębnik Jan Ursyn Niemcewicz pisze: kamieniołomy są zaludnione mnóstwem najużyteczniejszych rzemieślników.
Kamieniołom Siwa Góra jest ciekawym obiektem badań dla geologów. Znajdujące się w nim marmury dębnickie to wapienie z domieszką pirytu. Piryt powoduje, że na świeżym przełomie mają one barwę ciemnoszarą, na zwietrzałej powierzchni jasnoszarą, a przy uderzeniu wydziela się zapach siarkowodoru. Wapienie dębickie tworzą ławice o miąższości 0,2–1 m nachylone pod kątem 20-30° na zachód. W poszczególnych ławicach występują różne odmiany wapieni, ale ławice nie tworzą wyraźnych warstw, przejścia między nimi są płynne.
1 lipca 2017 r. w nieczynnym łomie „Siwa Góra” zamontowano replikę zegara słonecznego. Pierwszy taki zegar w Dębniku zamontowano za czasów króla Stanisława Augusta Poniatowskiego w 1787 r. Nieczynny łom staje się atrakcją turystyczną.